# Гарабогаз
Гарабогаз (до 2002 року — Бекдаш) — місто в Туркменістані, Балканський велаят.

## Історія
Статус міста з 9 серпня 2002 року.

## Населення
Населення 7,3 тис. мешканців (1991).

## Транспорт
Місто розташоване на березі Каспійського моря. Морська поромна переправа Гарабогаз—Баку. ВО «Карабогазсульфат».